# Paulistinha (arte sacra)

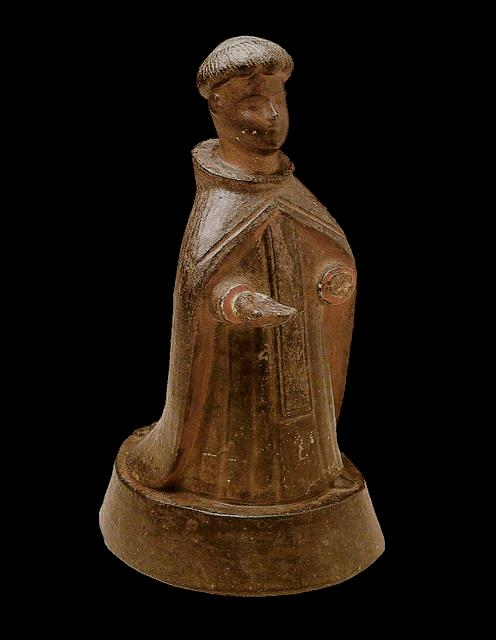
Santo dominicano (século XIX), paulistinha proveniente de Santa Isabel, no Museu de Arte Sacra de São Paulo.

O termo paulistinha refere-se a um tipo de imaginária sacra em barro, característico da produção popular de São Paulo durante os séculos XVIII e XIX. Em geral, as paulistinhas possuem pequeno porte (entre 15 e 20 centímetros de altura), e, embora apresentem forte influência da imaginária lusitana, diferenciam-se desta pela simplificação dos traços e da estrutura, destacando-se a presença de maior liberdade formal da composição, por vezes imbuída de forte senso estético e poético.

## Caracterização
Vários exemplares de paulistinhas são datados, remontando os mais antigos à segunda metade do século XVIII. Em geral, as paulistinhas utilizam barro branco como suporte, caracterizando-se por serem ocas, tendo o orifício da base invariavelmente cônico.
Executadas a partir de toscas formas sobrepostas, eram buriladas com estiletes de madeira, aplicados sobre o barro ainda molhado, sendo depois pintadas e queimadas em forno. São raros os exemplares a alcançar mais de 20 centímetros de altura.

## Escolas
As paulistinhas nunca foram localizadas além das divisas do estado de São Paulo, tendo-se como certo que sua difusão no território paulista se deveu aos viajantes que acompanharam a marcha das lavouras de café.
Tributárias das obras dos santeiros populares paulistas, que, diante da escassez de recursos financeiros da antiga província, dedicaram-se à simplificação das formulas estruturais dos modelos importados de Portugal, as paulistinhas foram semi-industrializadas e comercializadas até o final do século XIX.
Distinguem-se "escolas" de paulistinhas, entre as quais, algumas importantes no Vale do Paraíba. Um dos últimos representantes dessa tradição foi o santeiro Benedito Amaro de Oliveira, o Dito Pituba (1848-1923), de Santa Isabel.